# Cairo (Virginia Occidentale)
Cairo è un comune degli Stati Uniti d'America, situato nello Stato della Virginia Occidentale, nella Contea di Ritchie.